# Mirlo (revista)
Mirlo, subtitulada la revista que trina, es una publicación mensual española fundada en 2022, especializada en fotografía, literatura y música. Caracterizada por la experimentación, cada número desarrolla un tema monográfico y tiene un diseño diferente. Fue fundada por el fotógrafo y diseñador Asís G. Ayerbe y el escritor Óscar Esquivias, quienes por separado ya habían creado otras publicaciones en sus años universitarios en Burgos.

## Título
Según sus responsables, recibe el título del pájaro que tiene uno de los cantos más bellos y reconocibles, el fotogénico mirlo, el ave que anuncia el final del invierno, el que se emborracha con sus trinos y «enloquece de amor», como decía Juan Ramón Jiménez.

## Características
Mirlo publica números monográficos, en los que se desarrolla plástica, literaria y, a partir del n.º 20, musicalmente una idea creativa. Se caracteriza por su variedad literaria y plástica y por editar números experimentales. Su número 0, Autorretrato, publicado en diciembre de 2022, consistió en una colección de autorretratos de ombligos de escritores, narradores y poetas, entre los que figuraban los de Vicente Molina Foix, José Gutiérrez Román, María Sánchez-Saorín, Care Santos, Marta Sanz, Luisgé Martín, Elvira Navarro o Pilar Adón. Otros ejemplos de números experimentales son el 10, Brumario, impreso con tinta blanca sobre papel negro, Armas de luz (n.º 14, febrero de 2024), con tinta reflectante sobre papel blanco, que solo es posible leer en la oscuridad, o el n.º 25 Viaje de estudios, con forma de libro de postales: el volumen se puede desarmar para enviar las tarjetas.
Entre los colaboradores fotográficos de los diferentes números de la revista figuran Jorge Otero (quien diseñó la «Cámara Mirlo» para el n.º 23), Ángel Herraiz, Lola García Garrido, Nuria Mendoza, Carmen Ballvé, Chiara Boccardi o Iosune de Goñi.
Aparte de textos literarios y fotografías, Mirlo también ha publicado ilustraciones de Alfonso Zapico y Luis Eguílaz.

## Música
Se han publicado partituras de Rafael Eguílaz y Carlos Hernández Sánchez, así como enlaces a obras musicales compuestas expresamente para la revista por Rafael Eguílaz, Carlos Hernández Sánchez, Adrián Graumann y José Manrique.

## Exposición
En 2024 el Instituto de la Lengua de Castilla y León organizó El vuelo del mirlo, los primeros años de una revista que trina, exposición retrospectiva sobre la revista Mirlo. Se inauguró en el Palacio de la Isla (Burgos) y en ella se mostraban fotos, textos, partituras, dibujos, manuscritos, cámaras y otros elementos técnicos que ilustraban el proceso de creación e impresión de los distintos números de la publicación. Posteriormente, la exposición itineró por otros lugares de la comunidad, como El Burgo de Osma.